# Прислоп
Прислоп (слч. Príslop) насељено је мјесто са административним статусом сеоске општине (слч. obec) у округу Сњина, у Прешовском крају, Словачка Република.

## Становништво
| Година:    | 1994. | 2004.    | 2014.   | 2024. |
| ---------- | ----- | -------- | ------- | ----- |
| Број људи: | 95    | 66       | 60      | 39    |
| Разлика:   |       | -30,52 % | -9,09 % | -35 % |

| Година:    | 2023. | 2024.   |
| ---------- | ----- | ------- |
| Број људи: | 37    | 39      |
| Разлика:   |       | +5,40 % |

Према подацима о броју становника из 2024. године насеље је имало 39 становника.